# Lijst van bisschoppen van Atrecht

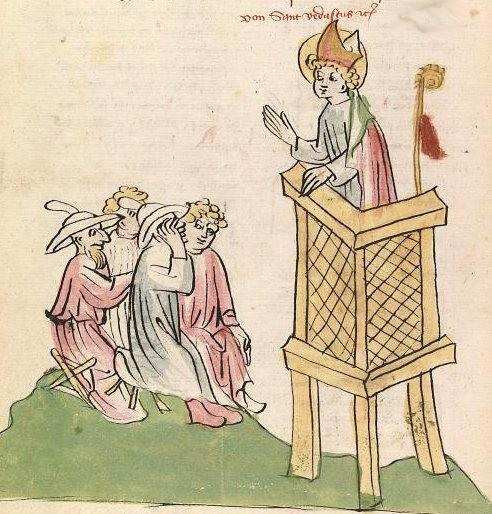
Vedastus, bisschop en patroon van Atrecht

Dit is de lijst van bisschoppen van het bisdom Atrecht.

## Historisch
- 6de eeuw: Diogenes
- 6de eeuw: Vedastus †540
- 6de eeuw: Dominicus

## Zetel in Kamerijk
- zie Lijst van bisschoppen van Kamerijk

## Bisdom Atrecht
Paus Urbanus II sticht op 23 maart 1094 per pauselijke bul een nieuw bisdom, met als zetel het nieuwe Atrecht, dat rond de Abdij van Sint-Vaast buiten de oude Romeinse stad is ontstaan:
- 1094 - 1115: Lambert van Guines
- 1115 - 1131: Robert I
- 1131 - 1147: Alvisius
- 1149/1150 - 1163/1164: Godschalk
- 1163/1164 - 1171: Andreas I
- 1172 - 1174: Robert II van Aire[1]
- 1174 - 1183: Frumald
- 1184 - 1203: Peter I
- 1203 - 1221: Radulf de Neuville
- 1221 - 1231: Pons
- 1231 - 1245: Asso
- 1245 - 1247: Fursi
- 1247 - 1259: Jacob I van Dinant
- 1260 - 1280: Peter II van Noyon
- 1282 - 1293: Guillaume d'Issy
- 1293 - 1294: Jan I Le Moine
- 1294: Peter III de Serra[2]
- 1295 - 1316: Geraard I Pigalotti
- 1316 - 1320: Bernard Boyard
- 1320 - 1326: Peter IV de Chappes
- 1326 - 1327: Jan II du Plessis-Pasté
- 1328: Dirk d'Hireçon
- 1328 - 1329: Peter V Roger
- 1329 - 1334: Andreas II Ghini
- 1334 - 1339: Jan III de Mandevillain
- 1339 - 1344: Peter VI de Colombier
- 1344 - 1348: Jan IV Gauvin
- 1348 - 1361: Aimery Gauvin
- 1362 - 1368: Geraard II de Dainville
- 1368 - 1371: Adhemar Robert
- 1371 - 1374: Hugo I de Faydit
- 1374 - 1391: Peter VII Masuyer
- 1392 - 1407: Jan V Canard
- 1407 - 1426: Maarten Porée
- 1426 - 1439: Hugo II de Cayeu
- 1439: Kwinten Ménart
- 1439 - 1453: Fortigarius van Piacenza
- 1453: Denijs van Montmorency[3]
- 1453 - 1462: Jan VI Jouffroy

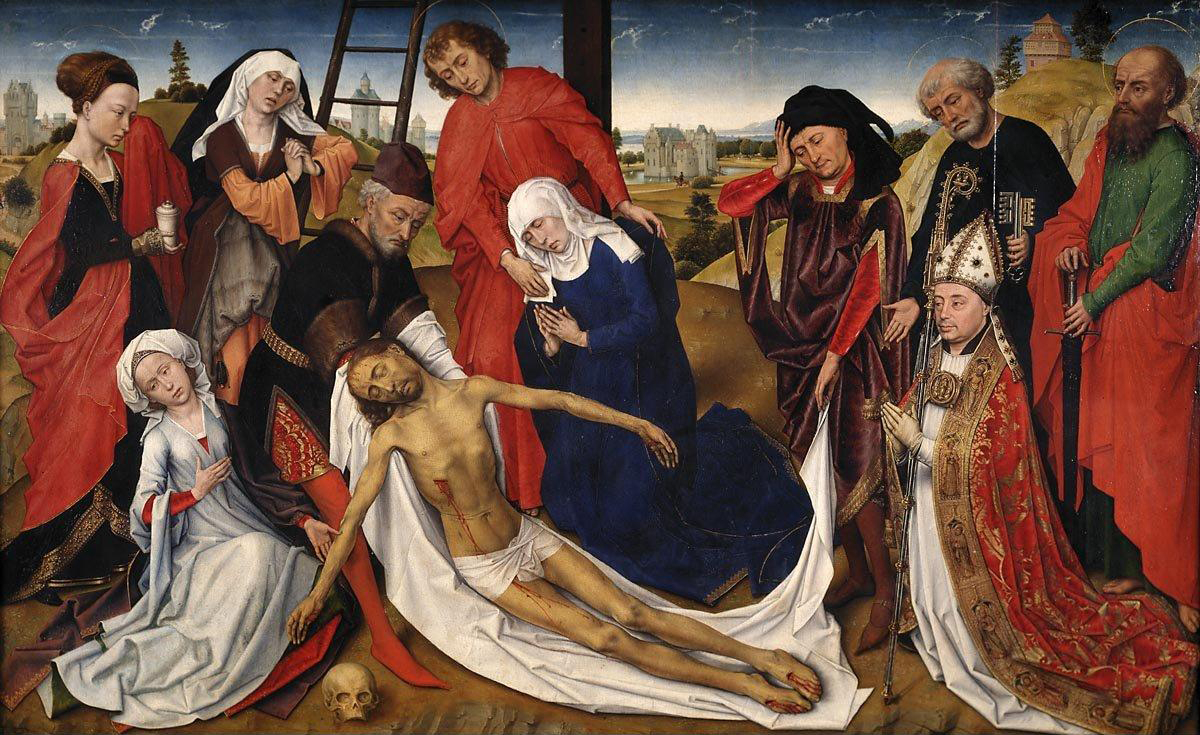
Peter VIII van Ranchicourt, bisschop van Atrecht, bij de Kruisafneming (ca. 1460-1480, door Rogier van der Weyden)

- 15/ 16de eeuw: Peter VIII van Ranchicourt
- 15/ 16de eeuw: Jan VII Gavet
- 15/ 16de eeuw: Antoon I d'Albon
- 15/ 16de eeuw: Nicolaas I le Ruistre
- 15/ 16de eeuw: Jan VIII de Salazar
- 15/ 16de eeuw: Frans I van Melun
- 26 november 1516 - 10 maart 1518: Filips van Luxemburg
- 10 maart 1518 - 10 april 1523: Peter VIII de Accolti de Aretio[4]
- 1523 - 1538: Eustaas van Croÿ
- 29 november 1538 - 10 maart 1561: Antoon II (Perrenot de Granvelle)[5]
- 30 april 1603 - 17 augustus 1607: Jean Richardot
- 24 november 1610 - 23 mei 1626: Hermannus Ortemberg
- 8 februari 1627 - 11 november 1635: Paul Boudet
- 1651 - 31 juli 1662: Ladislas Jonnart
- 28 april 1668 - 8 januari 1670: Étienne Moreau
- 28 juli 1670 - 1721: Guy de Sève de Rochechouart
- 16 december 1726 - 14 maart 1752: Frans III de Baglion de la Salle
- 25 september 1752 - 28 februari 1769: Jan XII de Bonneguise
- 21 augistis 1769 - 17 december 1804: Lodewijk Frans Mark Hilarius de Conzié[6]

Na het Concordaat van 15 juli 1801:
- 29-04-1802 - 20-07-1851: Hugues Robert Jean Charles de la Tour d'Auvergne-Lauraguais
- 12-08-1851 - 05-03-1866: Pierre Louis Parisis
- 02-04-1866 - 13-06-1882: Jean Baptiste Joseph Lequette
- 20-09-1882 - 10-01-1884: Guillaume René Meignan
- 01-07-1884 - 28-10-1891: Désiré Joseph Dennel
- 02-04-1892 - 25-01-1911: Alfred Casimir Alexis Williez
- 05-05-1911 - 24-12-1916: Emile Louis Cornil Lobbedey
- 22-03-1917 - 14-03-1930: Eugène Louis Ernest Julien
- 23-12-1930 - 11-09-1945: Henri Edouard Dutoit
- 03-11-1945 - 26-11-1961: Victor Jean Perrin
- 15-12-1961 - 25-09-1984: Gérard-Maurice Eugène Huyghe
- 10-10-1985 - 12-08-1998: Henri François Marie Pierre Derouet
- 12-08-1998 - heden: Jean Paul Maurice Jaegar